# BlackBerry PlayBook
BlackBerry PlayBook（ブラックベリー プレイブック）はBlackBerryサービス及びスマートフォンBlackBerryを提供するカナダリサーチ・イン・モーション (RIM) によって開発されたBlackBerry タブレット型端末である。

## 概要
BlackBerryシリーズとしては初のタブレット型の端末となる。またこのタブレット型の端末のために通常のBlackBerry OSとは別に開発されたBlackBerry Tablet OS (QNX) が採用されている。

WiFi版の本端末だけでは通常のBlackBerryのBlackBerry Enterprise ServiceやBlackBerry Internet Serviceの特徴であるプッシュ型電子メールやインスタントメッセンジャー、カレンダー、およびアドレス帳との同期といった機能は利用できない。これらをサービスを利用するためには、通常のBlackBerry端末とBluetoothなどを使って同期する必要がある。
ただしBlackBerry端末がなくても、通常のタブレットPCのようにブラウジングやアプリケーション、電子書籍、動画の再生などは行うことはできる。
タブレットの特性を生かすためマルチタッチのタッチパネルを搭載し、加速度センサーなどと組み合わせ直感的な操作を楽しめる。ブラウザでは、BlackBerry OS 6.0と同様に、WebKitベースでHTML5、Java、OpenGL や Flash Player 10.1 も動作するためパソコンのブラウザとほぼ同等の動きのあるサイトやYouTubeといった動画サイトがブラウザ上でも閲覧ができたり、Flashゲームなども楽しむことができる。
アプリケーションにおいては、通常のBlackBerry App Worldのアプリケーションだけでなく、Googleとの提携により、Androidマーケットのアプリケーションも動作する。従前のBlackBerryと同様にTwitterやFacebookといったソーシャルネットワークサービスとの連携も充実している。
現在はWi-Fiモデルのみの発売となっているが、3G版（HSPA）、4G版（LTEやWiMAX）も検討を行っていると、RIM社では発表している。
カメラは背面に500万画素、内側に300万画素のカメラを搭載しておりHD動画の撮影も可能となっている。
通話機能はないものの、内側カメラを使ったビデオチャット機能はプリインストールされている。
端末にはHDMI端子がついており、TVなどと接続して動画などを楽しむことができる。

### プリインストールアプリ
Email, calendar, address book, task list, Documents To Go , BBM using BlackBerry Bridge

## 歴史
- 2010年9月27日 - 製品の発表、SDKの公開開始
- 2011年4月19日 - 発売開始